# Francisco José Lara Ruiz
Francisco José «Paco» Lara (Granada, 22 de febrer de 1977) és un ciclista espanyol, professional des del 2000 fins al 2007. Destacava com a gregari, sense aconseguir grans èxits personals. Malgrat això, va fer un 3r lloc al Campionat d'Espanya en ruta l'any 2004.

## Palmarès
- 1999
  - 1r al Memorial Valenciaga
- 2000
  - 1r a la Volta a Cartagena

### Resultats a la Volta a Espanya
- 2003. 59è de la classificació general.
- 2004. 14è de la classificació general.
- 2005. Abandona

### Resultats al Giro d'Itàlia
- 2002. 46è de la classificació general